# NGC 6427
NGC 6427 је елиптична галаксија у сазвежђу Херкул која се налази на NGC листи објеката дубоког неба.
Деклинација објекта је + 25° 29' 38" а ректасцензија 17h 43m 38,5s. Привидна величина (магнитуда) објекта NGC 6427 износи 13,4 а фотографска магнитуда 14,4. NGC 6427 је још познат и под ознакама NGC 6431, UGC 10957, MCG 4-42-3, CGCG 141-6, PGC 60758.